# Роше, Александер
Александер Игнациус Роше (англ. Alexander Ignatius Roche) — шотландский художник-постимпрессионист, член группы Глазго Бойс.

## Жизнь и творчество
Роше родился в семье шляпника. Сначала учился на архитектора, но это своё образование не завершил. Посещал занятия в Школе искусств Глазго. В 1881 году Роше приезжает в Париж и поступает в Академию Жюлиана, где обучался у Буланже и Лефевра. Позднее записался на курс в парижской Школе изящных искусств, в класс Жерома. Во время своей жизни в Париже Роше знакомится с другими, обучающимися здесь шотландскими художниками — Джоном Лавери, Уильямом Стоттом, Томасом Милли Доу и другими. Вместе они работали, вдохновлённые творчеством Бастьен-Лепажа, в колонии художников в городке Грез-су-Луан.
В 1885 году Роше возвращается в Шотландию и живёт свободным художником сперва в Глазго, а затем снимает коттедж в окрестностях Эдинбурга. В этот период Роше пишет преимущественно романтические идиллии, пейзажи и интерьеры. В 1885—1887 годы он создаёт многие свои лучшие пейзажи. В это же время вступает в Клуб художников Глазго, участвует в работе группы Глазго бойс. 1888 год художник проводит на Капри; в начале 1890-х годов он совершает ещё 2 поездки в Италию. Здесь он создаёт многочисленные жанровые полотна и портреты итальянцев. Во время своего пребывания во Флоренции Роше женится на итальянке, однако этот брак оказался непрочным.
Художник посетил также США, написал там портрет богатейшего человека на планете Эндрю Карнеги, его жены Луизы и дочери Маргарет. В 1891 году А.Роше был награждён в Мюнхене золотой медалью, и в 1897 году — в Дрездене. В 1894 он был принят в члены Королевской Шотландской Академии. В1892 году художник с успехом выставляет свои работы на Парижском салоне. В 1896 году возвращается в Эдинбург; с этого времени Роше работает преимущественно как портретист. Несмотря на перенесённый в конце жизни инсульт, вызвавший паралич правой руки, художник продолжил рисовать левой рукой, достигнув в этом практически такого же искусства, как и до болезни. Вторично вступив в брак,семья Роше была дружна с художником Джозефом Кроухоллом и его женой, с которыми совершили поездку в Танжер (Марокко).

## Галерея

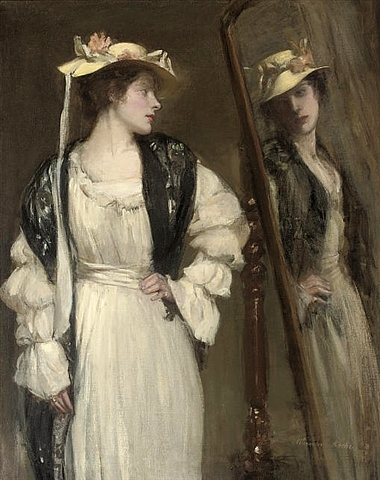
Зеркало (1887)
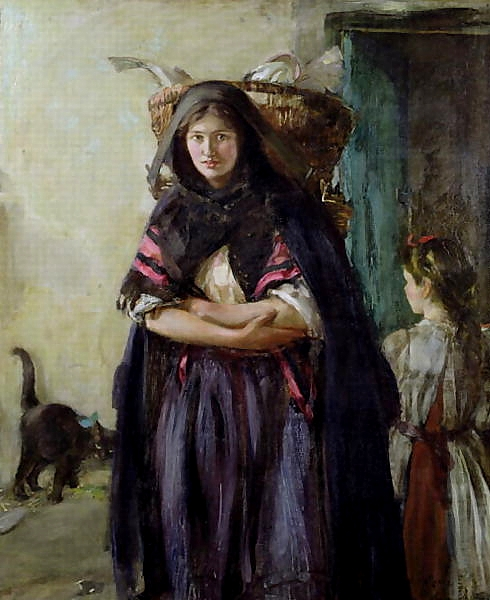
Жена рыбака из Нью-Хейвена
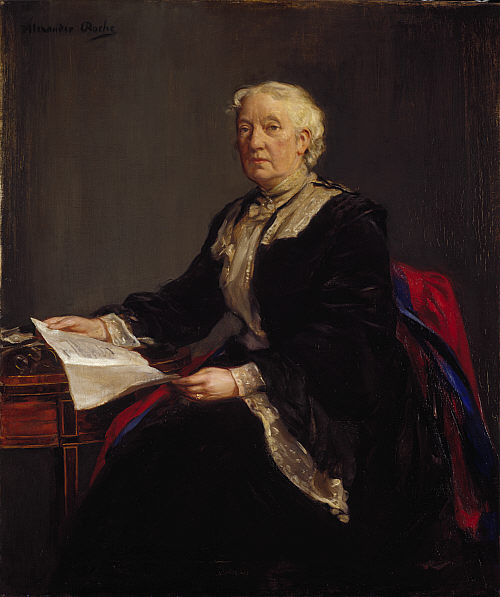
Портрет Флоры Стивенсон (1904)
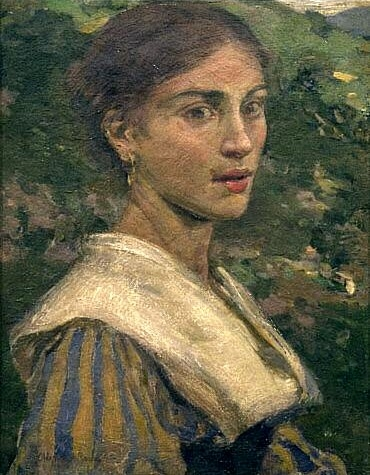
Сабинянка (1894)
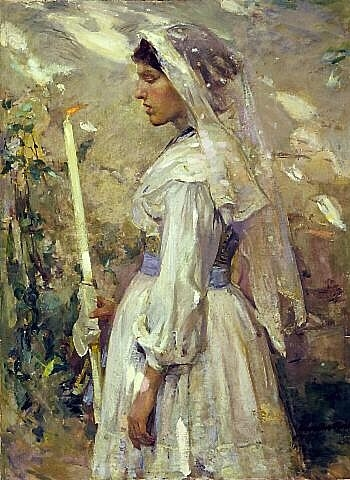
Моление Марии (1894)
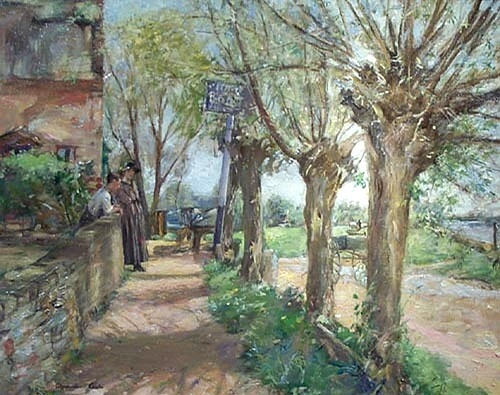
Вид на Ферри-Боат-Инн в Хантингтоншире (1917)
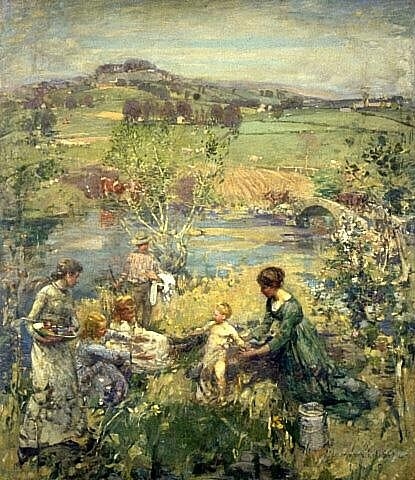
Идиллия (1892)
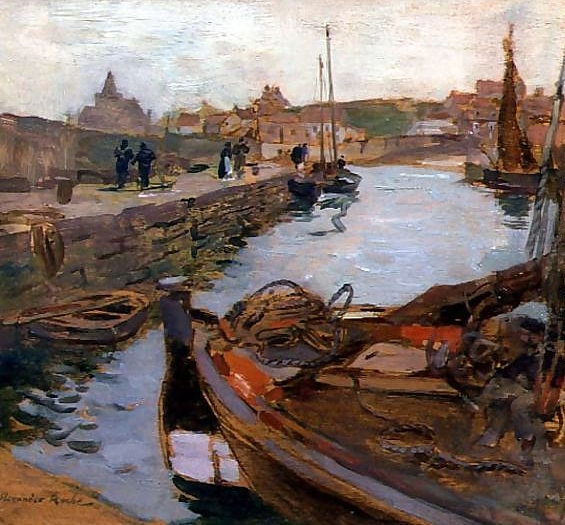
Гавань Сент-Монанс
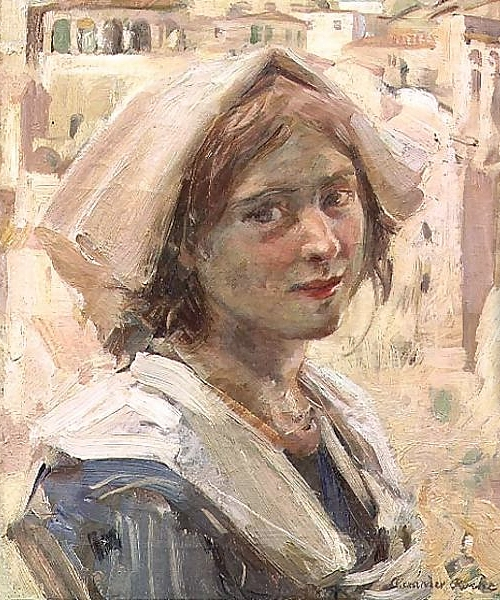
Итальянская крестьянка
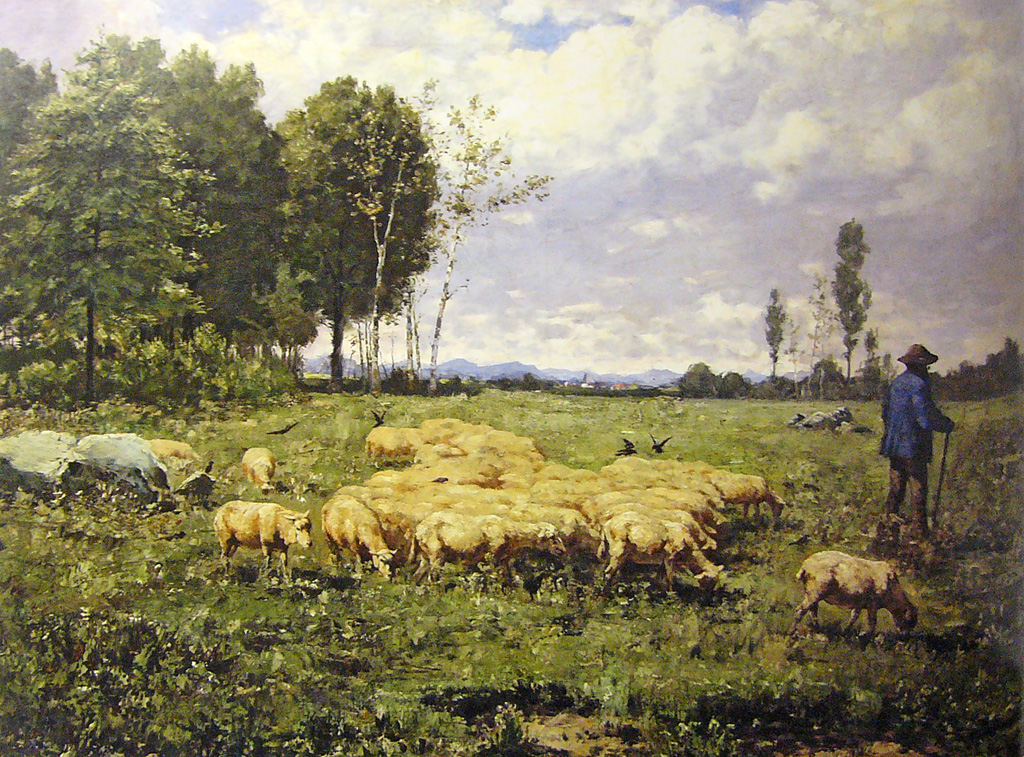
Пастух